# Halo: First Strike
«Halo: First Strike» (укр. Halo: Перший удар) — науково-фантастичний роман, супутній до серії відеоігор серії «Halo» написаний Еріком Ніландом.
Події сюжету відбуваються після подій гри Halo: Combat Evolved і до початку Halo 2. Зокрема вони розповідають як Майстер Чіф з Кортаною дісталися до Землі після руйнування Гало, як затримали наступ Ковенанту на останні людські планети та що тим часом відбувалося на втраченій планеті Засяг.
Як і попередній роман серії, «Halo: The Flood», він був перевиданий у 2010 році з низкою змін, щоб уникнути конфліктів з іншими творами франшизи.

## Сюжет
Світ-кільце Гало, що зберігав у своїх надрах величезну небезпеку, зруйнований і більше не загрожує розумному життю галактики. Але ця перемога далася людству надто високою ціною. Збройні сили практично розгромлені, протистояти ворожому союзу Ковенанту вже практично нікому. Тим часом флот чужинців невблаганно наближається до Землі. Надія лише на воїна «Спартанця», відомого як Майстер Чіф, і нечисленних бійців його загону, які вижили під час катастрофи Гало. Їх чекає довгий і небезпечний шлях додому. Вони повинні не тільки вижити і прийняти бій. Вони повинні завдати першого удару.
Роман починається ретроспективою з «Halo: The Fall of Reach». Під час битви за Засяг 30 серпня 2552, капітан Джеймс Кіз повідомляє Майстру Чіфу (Джону-117) про необхідність оборонити наземні генератори орбітальної платформи Магнітних гармат-прискорювачів (англ. Magnetic Accelerator Cannon). Майстер Чіф, будучи командиром загону SPARTAN-II, посилає частину «Спартанців» на чолі з Фредеріком-104 (англ. Frederic-104), позначену як Червона Команда, на поверхню планети, щоб захистити генератори. Їхній човник потрапляє під постріл винищувача Ковенанту і здійснює жорстку посадку на поверхню планети. Четверо бійців гине, а решта отримують травми і втрачають зброю. Стикнувшись з воїнами Ковенанту, Червона команда користується своєю вигадливістю та вбиває їх, заволодівши трофейною зброєю. Згодом «Спартанці» знаходять бійців ККОН і приєднуються до них. Проте союзне бомбардування накриває їх, вбиваючи ще кількох солдатів.
Віце-адмірал Денфорд Віткомб (англ. Danforth Whitcomb) виходить на контакт з Фредеріком-104 і дає завдання врятувати його з бійцями як теперішнього командувача обороною Засягу. Разом з Келлі-087 (англ. Kelly-087) і Джошуа-029 (англ. Joshua-029), Фредерік-104 досталяє на корабель Ковенанту ядерну бомбу. Корабель вдається підірвати зсередини, але Джошуа гине під ворожим вогнем. Флот Ковенату починає орбітальне плазмове бомбування полюсів Засягу, де орбітальні гармати не дістають його, перетворюючи поверхню планети на скло. Вцілілі «Спартанці» (Фредерік з Келлі) захоплюють винищувач «Баньші» та рятуються втечею, щоб продовжити боротьбу пізніше. Генератори орбітальних гармат захоплюють вороги, позбавляючи планету захисту.
Дія переноситься на два тижні вперед, в 22 вересня 2552. Майстер Чіф і колишня ШІ корабля «Стовп Осені» Кортана дрейфують в космосі на борту космічного винищувача «Довгий Меч». Кортана сканує уламки Гало і виявляє три капсули, які покинули «Стовп Осені» до його падіння на Гало. На астероїд поблизу сідає транспортник «Пелікан». Прибулі кораблі Ковенанту атакують «Пелікана», не помічаючи «Довгий меч». Звідти до Чіфа перестрибують сержант Джонсон, капрал Локлір, лейтенант Геверсон і пілот Шіла Поласкі. Чіф з підозрою ставиться до них, запитуючи як ті врятувалися, до того ж Джонсон імовірно інфікований Потопом. Впевнившись, що боятись нічого, вони разом здійснюють рейд на корабель «Сходження Правосуддя» (англ. Ascendant Justice), сподіваючись на ньому дістатися до Землі.
Захопивши корабель, бійці здійснюють стрибок крізь гіперпростір до планети Засяг, слідуючи Протоколу Коула — не видавати координати Землі. Планета виявляється безлюдною і оплавленою. Кортана сподівається знайти на орбіті людський корабель, придатний для здійснення стрибка до Землі. Майстер Чіф також бажає дізнатися долю свого загону, який він раніше послав на поверхню планети. Тим часом на Землі лейтенант Вагнер (англ. Lieutenant Wagner) доповідає, що відбити Засяг неможливо і слід зосередитися на захисті Землі.
Події змінюються минулим, де команда Гамма, що раніше відділилася від Червоної, ховається в горах, розуміючи, що не встигнуть досягти бази «Замок». На самій же базі Фредерік з Келлі, пробившись крізь наземні війська Ковенанту, зустрічають ще трьох вцілілих «Спартанців» разом з доктором Голзі. Прибувши на базу, вони знаходять записи про титанові копальні та знахідку там давнього артефакту. Бійці з Голзі спускаються в копальні, а базу слідом накриває бомбардування Ковенанту. В глибині вони натрапляють на гліфи, доторк до яких відкриває кімнату з кристалом. Вороги відслідковують активність кристала, люди змушені тікати, але врешті натикаються на тупик.
Прибувши до Засягу, Майстер Чіф виявляє в кріокамері на борту «Спартанця» Лінду-058. Чіф приймає кодовий сигнал від вцілілих «Спартанців», а також від кількох інших вижилих солдатів на чолі з віце-адміралом Данфортом Віткомбом. Але флот Ковенанту на орбіті планети скоро розкриває, що «Сходження Правосуддя» захоплено. Кортана вступає в боротьбу, знищує кілька кораблів, а решту змушує відступити. Досліджуючи Засяг, Майстер Чіф відшукує доктора Голзі та «Спартанців» разом з кристалом Предтеч заваленими в копальнях. В тунелях виявляється повно ворогів, котрі оточують людей, а Кортана перехоплює повідомлення Ковенанту, в яких ідеться про підготовку атаки на Землю, розташування якої вже відомо. Кортана відшукує пошкоджений корабель «Ґеттісбург» (англ. Gettysburg), який стикує зі «Сходженням Правосуддя». В копальнях солдати Ковенанту не стріляють в людей, боячись пошкодити кристал. Артефакт раптом починає викривляти простір, чим люди користуються, щоб втекти на «Сходження Правосуддя».
Під час стрибка у гіперпростір, доктор Голзі дізнається, що артефакт також змінює властивості простору. «Сходження Правосуддя» і кораблі-переслідувачі опиняються між звичайним тривимірним простором і гіперпростором. У перестрілці, яку затіяли воїни Ковенанту, гине безліч їх же кораблів, оскільки їхні плазмові торпеди переміщуються за непередбачуваними траєкторіями. Але також у цій битві гинуть двоє «Спартанців» і пілот Поласкі від випадкового влучання. Після битви Голзі оглядає Джонсона і виявляє в нього синдром Борена, який і зробив його невразливим до Потопу. Оскільки це винятково цінна інформація, вона доручає Майстру Чіфу її зберегти. Після цього вона досліджує кристал та робить висновок, що він здатний викривляти простір і час. Імовірно перенесення в часі й вивело її в компанії солдатів з пастки в копальнях, відправивши на кілька днів у майбутнє.
Герої вирішують сховатися в поясі астероїдів сусідньої системи, де знаходять базу людей-повстанців. Губернатор бази Джейкоб Джілес (англ. Jacob Jiles) погоджується допомогти з ремонтом корабля. На базі доктор Голзі присипляє Келлі-087 і викрадає її на малому кораблі «Беатріс» (подальша доля доктора Голзі та Келлі описується в книзі «Halo: Ghosts of Onyx»). Вцілілих знаходить прибулий флот Ковенанту. Доктор Голзі віддає кристал Предтеч капралові Локлеру і тікає. Локлер, який був закоханий у Поласкі, підриває артефакт, але сам гине від спричиненого цим величезного сплеску радіації.
Знаючи, що Ковенант готується знищити Землю, Майстер Чіф та інші «Спартанці» вирішують дати захисникам більше часу. Для цього вони летять на місце збору ворожого флоту. «Спартанці» успішно проникають на командну космічну станцію Ковенанту під назвою «Непохитний Пастир» (англ. Unyielding Hierophant) і перевантажують її реактори. Вибравшись зі станції, «Спартанці» виявляють на місці тільки «Ґеттісбург». З'ясовується, що віце-адмірал Віткомб і лейтенант Геверсон доти розробили свій план. Вони змусили Ковенант повірити нібито в них ще є артефакт Предтеч, показавши його голограму та відстикувавши від «Сходження Правосуддя» «Ґеттісбург», попередньо перенісши туди гіперпросторовий рушій. Флот Ковенанту оточує «Сходження Правосуддя», який врізається в станцію, знищуючи майже всі ворожі кораблі довкола. Майстер Чіф, Фред-104, Лінда-058, Віл-043, сержант Джонсон і Кортана використовують відремонтований людський корабель, щоб повернутися на Землю і попередити, що ворог знає її координати.
Книга закінчується подіями на космічній станції «Верховне Милосердя» — столиці Ковенанту. Пророк Істини і вождь брутів Тартарус обговорюють втрату Гало. Тартарус демонструє контейнер з уламками кристала всередині, які лишилися після вибуху «Непохитного Пастиря». Пророк наказує нагородити вцілілих, але потім негайно стратити їх, аби загал не дізнався про цю поразку. А відповідального за втрату Гало і «Сходження Правосуддя» він наказує знайти та суворо покарати.